# كنباث سبخي
كنباث سبخي (الاسم العلمي:Equisetum telmateia) هو نوع من النباتات يتبع جنس الكنباث من الفصيلة الكنباثية.

## انظر أيضًا

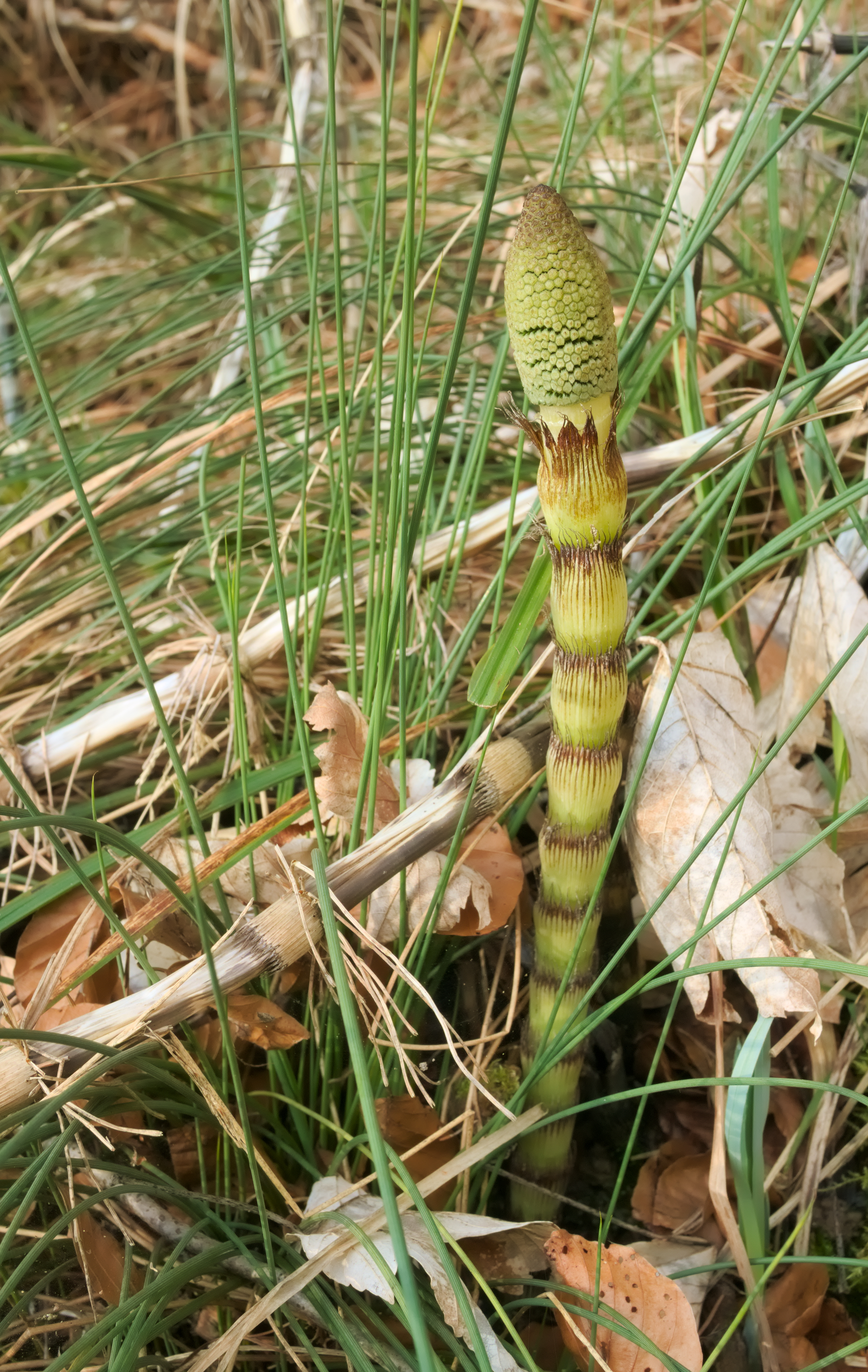

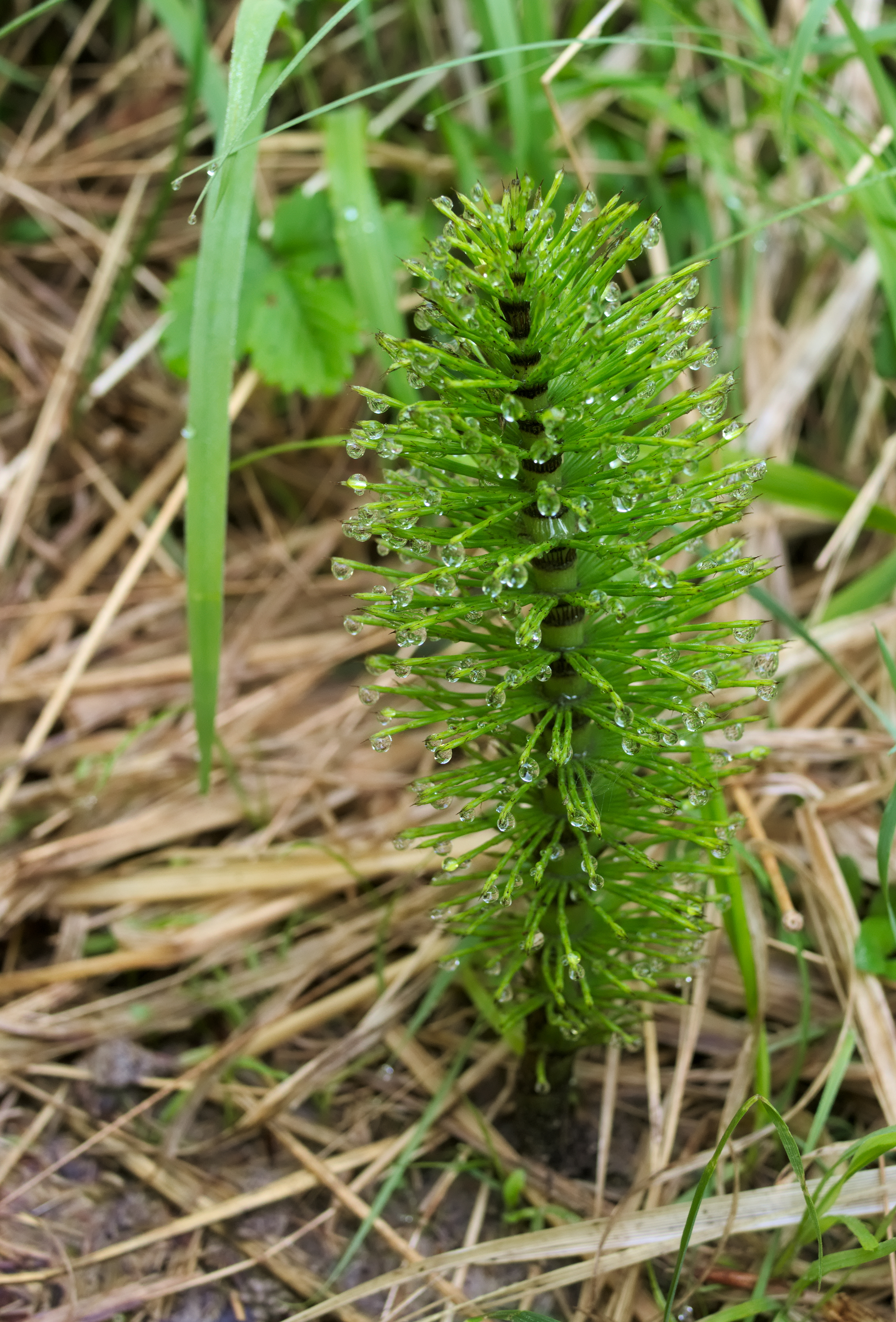